# ستاره بیسکوپیتسه (استان لوبوسکی)
ستاره بیسکوپیتسه (به لهستانی:  Stare Biskupice) یک روستا در لهستان است که در گمینا سووبیتسه (استان لوبوسکی) واقع شده‌است. ستاره بیسکوپیتسه ۱۰۰ نفر جمعیت دارد.